# Orange Coffee
Orange Coffee é um coquetel a base de café, conhaque e casca de laranja.

## Ingredientes
- 3/4 xícara (chá) de café forte, bem quente (açúcar a gosto).
- 1 colher (chá) de casca de laranja picada.
- 1/2 cálice (licor) de conhaque.
- 1 colher (sopa) de creme de chantilly.
- 1 espiral de casca de laranja.

### Preparo
Adoce o café, junte a casca de laranja e o conhaque. Coloque por cima creme chantilly. Guarneça a borda da xícara com a espiral de casca de laranja. Sirva bem quente.